# Manon Bornholdt
Manon Bornholdt (verheiratete Eigenherr; * 20. August 1950 in Wahlstedt) ist eine ehemalige deutsche Fünfkämpferin, Weitspringerin und Hürdenläuferin.
Bei den Olympischen Spielen 1968 in Mexiko-Stadt wurde sie Fünfte im Fünfkampf und schied im Weitsprung in der Qualifikation aus.
1971 erreichte sie bei den Halleneuropameisterschaften in Sofia über 60 Meter Hürden das Halbfinale.
Sie ist mit dem Sprinter Joachim Eigenherr verheiratet. Das Paar lebt in Travemünde. Ihre Töchter Berit und Cornelia waren ebenfalls in der Leichtathletik auf nationaler Ebene aktiv.

## Persönliche Bestleistungen
- 80 m Hürden: 11,0 s, 27. Juli 1968, Herford
- 100 m Hürden: 13,82 s, 23. Juli 1972, München
- Weitsprung: 6,51 m, 18. August 1968, Berlin
- Fünfkampf: 4890 Punkte, 16. Oktober 1968, Mexiko-Stadt